# ミハル・シルハヴィー
ミハル・シルハヴィー（Michal Šilhavý、1976年5月29日 - ）は、チェコの元サッカー選手。